# Ararat International Airlines
Ararat International Airlines LLC war eine armenische Charterfluggesellschaft mit operativem Sitz in Jerewan und Basis auf dem Flughafen Jerewan.

## Geschichte
Die Fluggesellschaft wurde 2010 gegründet. Ihr Hauptsitz befand sich in Jerewan, und der Flughafen Jerewan diente als ihr Hauptdrehkreuz. Die Gesellschaft wurde nach dem Berg Ararat benannt und bot internationale Flugverbindungen an. In ihrer kurzen Betriebszeit verfügte Ararat International Airlines über eine Flotte von sieben McDonnell Douglas DC-9-82/MD-82.

## Flotte
Zwei der Maschinen wurden von China Southern Airlines übernommen, der Rest von Bulgarian Air Charter.
| Flugzeugtyp                     | Anzahl | bestellt | Anmerkungen                                                          |
| ------------------------------- | ------ | -------- | -------------------------------------------------------------------- |
| McDonnell Douglas DC-9-82/MD-82 | 7      |          | EK-82523; EK-82524; EK-82221; EK-82224; EK-82226; EK-82228; EK-82229 |
| Gesamt                          | 7      | 0        |                                                                      |